# Гаєр Аделіна Іванівна
Аделіна Іванівна Гаєр (Дудковська) — українська письменниця, класний керівник, педагог. Народилася 2 квітня 1942 року в селі Зелений Гай Чкаловського району Кокчетавської області Казахської РСР в багатодітній селянській родині.

## Біографія

### Ранні роки
У 1958 році разом з батьками переїхала жити в Україну в місто Полонне. Здобувши середню освіту, вступила на заочне відділення Кокчетавського педагогічного інституту на факультет російської мови та літератури.

### Педагогічна діяльність
У 1974 році переїхала в село Троїцьке Біляївського району Одеської області, де працювала в сільській школі викладачем до виходу на пенсію.
- **Дудковська А. І.** — класний керівник 10-А класу Троїцької середньої школи (випуск 1988 рік).
- **Гаєр А. І.** — класний керівник 11-Б класу Троїцької середньої школи (випуск 1995 рік).

### Літературна діяльність
У 2008 році Аделіна Гаєр представила громадськості збірку «Альфа и Омега», що включала казки, розповіді та дитячі вірші, сповнені доброти та повчальних мотивів.
- У 2010 році вийшла друга збірка «Сказки. Были. Небылицы».
- 26 листопада 2010 року А. Гаєр була прийнята в члени Всеукраїнського союзу письменників-мариністів.
- У 2011 році письменниця випустила книги «Сказки лесной феи» та «Сказки и невыдуманные истории».
- У 2012 році вийшла нова повість «В ладонях рока», що має значне виховне значення та вчить працьовитості, вірності, чистоти відносин.

## Творчість
Талановиті твори Аделіни Іванівни знаходять відгук у серцях читачів, з якими вона щиро ділиться найпотаємнішим. Її книги навчають доброті, моральності та життєвим цінностям.

## Цікаві факти
15 лютого 2025 року на платформах Instagram, YouTube Shorts і TikTok були опубліковані відео, на яких Аделіна Іванівна Гаєр представляла свої книги. Відео були зняті іншою особою, яка допомогла їй фінансово та організувала зйомку. Також на відео Аделіна Іванівна підписала свої книги для глядачів, та стає все більш відомою у інтернеті.